# フランコ・ファジョーリ
フランコ・ファジョーリ（Franco Maximiliano Fagioli, 1981年5月4日 - ）は、アルゼンチンのトゥクマン出身のカウンターテナー歌手。

## 経歴
アルゼンチンの国立トゥクマン大学でピアノを、ブエノスアイレスのテアトロ・コロン付属芸術学校では同校の歴史で初のカウンターテナーの学生として声楽を学んだ。1997年に自らSan Martin de Porres合唱団を結成。Annelise Skovmand、Ricardo Yost、Mercedes Wingsに師事する。アルゼンチンではステュアート・ベッドフォード､Juan Manuel Quintana､Sergio Siminovich､Andrés Tolcachir､Susana Frangi､Mario Videla､Pablo Gonzálezらと共演している。
アルゼンチンではテアトロ・コロン、テアトロ・アベニーダ (Buenos Aires Lírica)、Auditorio de Belgranoなどに出演。また海外ではシュトゥットガルト、ザルツブルク（リッカルド・ムーティと共演）、ルツェルン、チューリッヒ、カールスルーエ、インスブルック（ルネ・ヤーコプスと共演）、ゲッティンゲン、エッセン、オスロ等で歌い、チューリッヒではヘンデルの「ジュリオ・チェーザレ」でマルク・ミンコフスキおよびチェチーリア・バルトリと共演した。2011年のヴァッレ・ディートリア音楽祭で、ロッシーニがカストラートのために書いた唯一の作品「パルミーラのアウレリアーノ」のアルサーチェ役、2012年には同音楽祭でハッセ作のオペラ「アルタセルセ」のアルバーチェ役など、かつてのカストラートのレパートリーを精力的に取り上げる。2012年11月にフランスのロレーヌ国立歌劇場で上演された、5人のカウンターテナーと1人のテノールという男性歌手のみのキャストによるレオナルド・ヴィンチ作のオペラ「アルタセルセ」では、伝説的カストラートのジョヴァンニ・カレスティーニのために書かれたアルバーチェ役を、超絶技巧と高い音楽性で演じて喝采を浴びた。  
そのほかアレッサンドロ・デ・マルキ、アラン・カーティス、スティーヴン・クレオバリー（キングス・カレッジ聖歌隊）、クリストフ・ルセ、リナルド・アレッサンドリーニ、ミヒャエル・ホフシュテッター、ガブリエル・ガリードなどと共演している。カウンターテナー歌手として初めて、ドイツ・グラモフォンと専属契約を結んだことが2015年7月に発表された。現在のバロック・オペラの復権を担うスター歌手として、また新世代の俊英カウンターテナーを代表する存在として期待が高い。

## 受賞歴
2001年にアルゼンチンのConcejo Federal de Inversiones主催のコンテストで1位を獲得。2003年にはドイツのベルテルスマンが開催する世界オペラ歌唱コンクールNeue Stimmenでカウンターテナーとして初の1位となる。2010年のヴァッレ・ディートリア音楽祭（イタリアのマルティーナ・フランカ）におけるヘンデルのオペラ「ロデリンダ」のベルタリード役で、イタリアの音楽批評家協会が主催するフランコ・アッビアーティ賞（年間最優秀男性歌手部門）をカウンターテナーとして初めて受賞。

## ディスコグラフィー

### CD
- 『Il Maestro Porpora – Arias』(Naïve)、2014年
- ハッセ：『シロエ』(DECCA)、2014年
- カルダーラ：『La concordia de 'pianeti』(ARCHIV)、2014年
- ステッファーニ：『スターバト・マーテル』(DECCA)、2014年
- 『Arias for Caffarelli』Il Pomo d'Oro, Riccardo Minasi (Naïve)、2013年
- ヴィンチ: 『アルタセルセ』　(EMI/Virgin Classics)、2013年
- 『Franco Fagioli. Canzone e Cantate』　(Carus Verlag/SWR)、2010年
- ヘンデル: 『ベレニーチェ』HWV38　(EMI/Virgin Classics)、2010年
- ヘンデル: 『テーゼオ』HWV 9　(Carus Verlag/SWR)、2009年
- グルック: 『エツィオ』　(Oehms Classics/SWR)、2008年

### DVD
- ハッセ: 『アルタセルセ』（DVD世界初収録）[5]　(Dynamic)、2016年
- ヴィンチ: 『アルタセルセ』　(Erato)、2014年
- ロッシーニ:『パルミーラのアウレリアーノ』　(Bongiovanni)、2012年